# Laver Cup 2023
Laver Cup 2023 byl šestý ročník tenisové soutěže dvou šestičlenných mužských týmů, který se konal ve vancouverské Rogers Areně mezi 22. až 24. zářím 2023 na dvorci s tvrdým povrchem. V devíti z dvanácti plánovaných zápasů se utkali hráči Evropy s tenisty výběru světa. Kapitány družstev se pošesté staly tenisové legendy a bývalí rivalové, Švéd Björn Borg na straně Evropy a Američan John McEnroe ve výběru světa. Jejich zástupci pak byli Thomas Enqvist a Patrick McEnroe. Jednalo se o druhý ročník, v němž nestartoval dvacetinásobný grandslamový šampion a zakladatel Laver Cupu Roger Federer, jenž ukončil profesionální kariéru na předchozím ročníku v Londýně.
Vítězství z předchozího ročníku obhájil světový tým, který v roce 2022 přerušil sérii čtyř výher Evropanů. V roce 2023 porazil Evropu přesvědčivým výsledkem 13–2, představujícím druhou nejdominantnější výhru po ročníku 2021. Nejvyšším počtem šesti bodů přispěli Američané Ben Shelton s Francesem Tiafoem. Všichni účastníci obdrželi startovné podle postavení na žebříčku ATP, do něhož nebyly přiděleny žádné body. Každý člen vítězného týmu získal navíc odměnu 250 tisíc dolarů. Celková dotace činila 2,25 milionu dolarů.

## Výběr tenistů
Tři ze šesti členů týmu se mohli kvalifikovat podle nejvyššího postavení na singlovém žebříčku ATP po skončení červencového Wimbledonu 2023. Zbývající trojice byla v základním schématu pravidel volbou kapitánů.
Jako první ze světového výběru potvrdil 2. února 2023 účast Kanaďan Félix Auger-Aliassime. Američané Taylor Fritz s Francesem Tiafoem se připojili 17. dubna. O sedm dní později souhlasil se startem Australan Nick Kyrgios, který se ale 11. srpna odhlásil pro pokračující zranění zápěstí.
Evropské družstvo získalo první členy 20. dubna 2023, v podobě hráčů elitní světové desítky, Řeka Stefanose Tsitsipase a Andreje Rubljova. Pět dní poté se poprvé k evropské ekipě přidal 20letý Holger Rune. Další Seveřan, Nor Casper Ruud, oznámil start 14. června. Od předchozího ročníku neopustil k datu nominace první světovou pětku.
Doplnění obou týmů se uskutečnilo 23. srpna 2023. Kapitán Evropanů Björn Borg přizval Poláka Huberta Hurkacze se zkušeným Francouzem Gaëlem Monfilsem, zatímco kapitán světa John McEnroe určil Američany Tommyho Paula a Bena Sheltona s Argentincem Franciscem Cerúndolem. V roli náhradníka světového výběru získal 13. září 2023 účastnické místo Američan Christopher Eubanks a o den později také Kanaďan Milos Raonic. Krátce před rozehráním soutěže, se během září kvůli zraněním, odhlásili Rune s Tsitsipasem. K Evropanům tak byli povolání Španěl Alejandro Davidovich Fokina a Francouz Arthur Fils.
V soutěži debutovali Cerúndolo, Davidovich Fokina, Fils, Hurkacz, Monfils, Paul, Shelton a jako náhradník Eubanks.

## Týmy

### Evropa
| Tenista                     | stát             | ATP | tituly 2023         | potvrzení účasti |
| Andrej Rubljov              | neutrální status | 6.  | Monte-Carlo, Båstad | 20. dubna 2023   |
| Casper Ruud                 | Norsko           | 9.  | Estoril             | 14. června 2023  |
| Hubert Hurkacz              | Polsko           | 16. | Marseille           | 23. srpna 2023   |
| Alejandro Davidovich Fokina | Španělsko        | 25. | žádný titul         | 17. září 2023    |
| Gaël Monfils                | Francie          | 35. | žádný titul         | 23. srpna 2023   |
| Arthur Fils                 | Francie          | 44. | Lyon                | 13. září 2023    |

Vysvětlivky
1. ↑  V důsledku invaze Ruska na Ukrajinu na konci února 2022 řídící organizace tenisu ATP, WTA a ITF s grandslamy 1. března téhož roku rozhodly, že ruští a běloruští tenisté mohli dále na okruzích startovat, ale do odvolání nikoli pod vlajkami Ruska a Běloruska.'"`UNIQ--ref-00000050-QINU`"'
2. ↑  Gaël Monfils figuroval na 35. místě chráněného žebříčku. Ve vydání žebříčku ATP z 18. září 2023 mu patřila 142. příčka.

### Svět
| Tenista               | stát          | ATP | tituly 2023           | potvrzení účasti |
| Taylor Fritz          | Spojené státy | 8.  | Delray Beach, Atlanta | 17. dubna 2023   |
| Frances Tiafoe        | Spojené státy | 11. | Houston, Stuttgart    | 17. dubna 2023   |
| Tommy Paul            | Spojené státy | 13. | žádný titul           | 23. srpna 2023   |
| Félix Auger-Aliassime | Kanada        | 14. | žádný titul           | 2. února 2023    |
| Ben Shelton           | Spojené státy | 19. | žádný titul           | 23. srpna 2023   |
| Francisco Cerúndolo   | Argentina     | 21. | Eastbourne            | 23. srpna 2023   |
| Náhradníci            |               |     |                       |                  |
| Christopher Eubanks   | Spojené státy | 32. | Mallorca              | 13. září 2023    |
| Milos Raonic          | Kanada        | 33. | žádný titul           | 14. září 2023    |

Vysvětlivky
1. ↑  Milos Raonic figuroval na 33. místě chráněného žebříčku. Ve vydání žebříčku ATP z 18. září 2023 mu patřila 332. příčka.

## Program
| Laver Cup 2023                      |                               |                                   |                    |      |        |
| Zápas                               | Evropa                        | Svět                              | výsledek           | stav | zdroj  |
| Pátek – 22. září (1 bod za výhru)   |                               |                                   |                    |      |        |
| 1. dvouhra                          | Arthur Fils                   | Ben Shelton                       | 6–7(4–7), 1–6      | 0:1  | [ 21 ] |
| 2. dvouhra                          | Alejandro Davidovich Fokina   | Francisco Cerúndolo               | 3–6, 5–7           | 0:2  | [ 22 ] |
| 3. dvouhra                          | Gaël Monfils                  | Félix Auger-Aliassime             | 4–6, 3–6           | 0:3  | [ 23 ] |
| 1. čtyřhra                          | Arthur Fils Andrej Rubljov    | Tommy Paul Frances Tiafoe         | 3–6, 6–4, [6–10]   | 0:4  | [ 24 ] |
| Sobota – 23. září (2 body za výhru) |                               |                                   |                    |      |        |
| 4. dvouhra                          | Andrej Rubljov                | Taylor Fritz                      | 2–6, 6–7(3–7)      | 0:6  | [ 25 ] |
| 5. dvouhra                          | Casper Ruud                   | Tommy Paul                        | 7–6(8–6), 6–2      | 2:6  | [ 26 ] |
| 6. dvouhra                          | Hubert Hurkacz                | Frances Tiafoe                    | 5–7, 3–6           | 2:8  | [ 27 ] |
| 2. čtyřhra                          | Hubert Hurkacz Gaël Monfils   | Félix Auger-Aliassime Ben Shelton | 5–7, 4–6           | 2:10 | [ 28 ] |
| Neděle – 24. září (3 body za výhru) |                               |                                   |                    |      |        |
| 3. čtyřhra                          | Hubert Hurkacz Andrej Rubljov | Frances Tiafoe Ben Shelton        | 6–7(4–7), 6–7(5–7) | 2:13 | [ 29 ] |
| 7. dvouhra                          | Casper Ruud                   | Taylor Fritz                      | nehráno            |      | [ 30 ] |
| 8. dvouhra                          | Andrej Rubljov                | Frances Tiafoe                    | nehráno            |      | [ 31 ] |
| 9. dvouhra                          | Hubert Hurkacz                | Félix Auger-Aliassime             | nehráno            |      | [ 32 ] |
| Vítěz                               |                               |                                   |                    |      |        |
| Svět – 2. titul                     |                               |                                   |                    |      |        |
| Evropa–Svět 4:2                     |                               |                                   |                    |      |        |

## Statistiky
| Tenista                     | tým    | stát             | zápasy | bilance zápasů | bilance zápasů | bilance zápasů | bilance bodů | bilance bodů | bilance bodů |
| Tenista                     | tým    | stát             | zápasy | dvouhra        | čtyřhra        | celkem         | dvouhra      | čtyřhra      | celkem       |
| Félix Auger-Aliassime       | Svět   | Kanada           | 2      | 1–0            | 1–0            | 2–0            | 1–0          | 2–0          | 3–0          |
| Francisco Cerúndolo         | Svět   | Argentina        | 1      | 1–0            | 0–0            | 1–0            | 1–0          | 0–0          | 1–0          |
| Alejandro Davidovich Fokina | Evropa | Španělsko        | 1      | 0–1            | 0–0            | 0–1            | 0–1          | 0–0          | 0–1          |
| Arthur Fils                 | Evropa | Francie          | 2      | 0–1            | 0–1            | 0–2            | 0–1          | 0–1          | 0–2          |
| Taylor Fritz                | Svět   | USA              | 1      | 1–0            | 0–0            | 1–0            | 2–0          | 0–0          | 2–0          |
| Hubert Hurkacz              | Evropa | Polsko           | 3      | 0–1            | 0–2            | 0–3            | 0–2          | 0–5          | 0–7          |
| Gaël Monfils                | Evropa | Francie          | 2      | 0–1            | 0–1            | 0–2            | 0–1          | 0–2          | 0–3          |
| Tommy Paul                  | Svět   | USA              | 2      | 0–1            | 1–0            | 1–1            | 0–2          | 1–0          | 1–2          |
| Andrej Rubljov              | Evropa | neutrální status | 3      | 0–1            | 0–2            | 0–3            | 0–2          | 0–4          | 0–6          |
| Casper Ruud                 | Evropa | Norsko           | 1      | 1–0            | 0–0            | 1–0            | 2–0          | 0–0          | 2–0          |
| Ben Shelton                 | Svět   | USA              | 3      | 1–0            | 2–0            | 3–0            | 1–0          | 5–0          | 6–0          |
| Frances Tiafoe              | Evropa | USA              | 3      | 1–0            | 2–0            | 3–0            | 2–0          | 4–0          | 6–0          |